# Sam (Kirsche)
Sam ist eine zu den Knorpelkirschen gehörende rote Sorte der Süßkirschen.  

## Herkunft
Die Sorte 'Sam' entstand in Summerland in Kanada. Sie wurde 1953 im Pacific Agri-Food Research Centre durch Kreuzung aus der Sorte 'Windsor' mit einem unbekannten Partner gezüchtet.

## Sorteneigenschaften

### Baum
Der Baum ist sehr starkwüchsig mit lockerem Kronenaufbau.

### Frucht
Die Steinfrucht ist mittelgroß und länglichrund. Die feste Haut ist in der Vollreife glänzend dunkelrot. Das sehr feste, saftige Fruchtfleisch schmeckt süß, aber leicht fade. Die Frucht ist platzfest und lässt sich gut transportieren. Sie reift in der 3. bis 5. Kirschwoche.

### Sonstige Eigenschaften
Die Blütezeit ist spät. Es ist ein Befruchtungspartner erforderlich. Geeignet sind andere spätblühende Kirschsorten wie zum Beispiel die 'Hedelfinger Riesenkirsche', 'Büttners Rote Knorpelkirsche', 'Schneiders späte Knorpelkirsche' und 'Große Schwarze Knorpelkirsche'. Die Erträge sind hoch und regelmäßig, setzen aber spät ein.